# Joseph-Paul Alizard
Pour les articles homonymes, voir Alizard.
Joseph-Paul Alizard, né le 12 août 1867 à Langres et mort le 23 novembre 1948 à Châteauvillain, est un peintre, graveur et dessinateur français.

## Biographie
Joseph-Paul Alizard est le fils du peintre Antoine-Julien Alizard, et devient comme lui professeur de dessin, de peinture et de modelage à l’école de dessin de Langres.
Il étudie auprès de son père, de Jean-Joseph Bonaventure Laurens et de Benjamin-Constant.
Il expose au Salon des artistes français entre 1897 et 1942 et y reçoit un deuxième prix en 1908.
En 1924, il participe à une exposition à Belfort, aux côtés de peintres franc-comtois, lorrains et alsaciens de renom tels Georges Fréset, Jules Adler, Jules-René Hervé et Jules-Alexis Muenier.
Il réalise des portraits et des scènes de genre.

## Œuvres

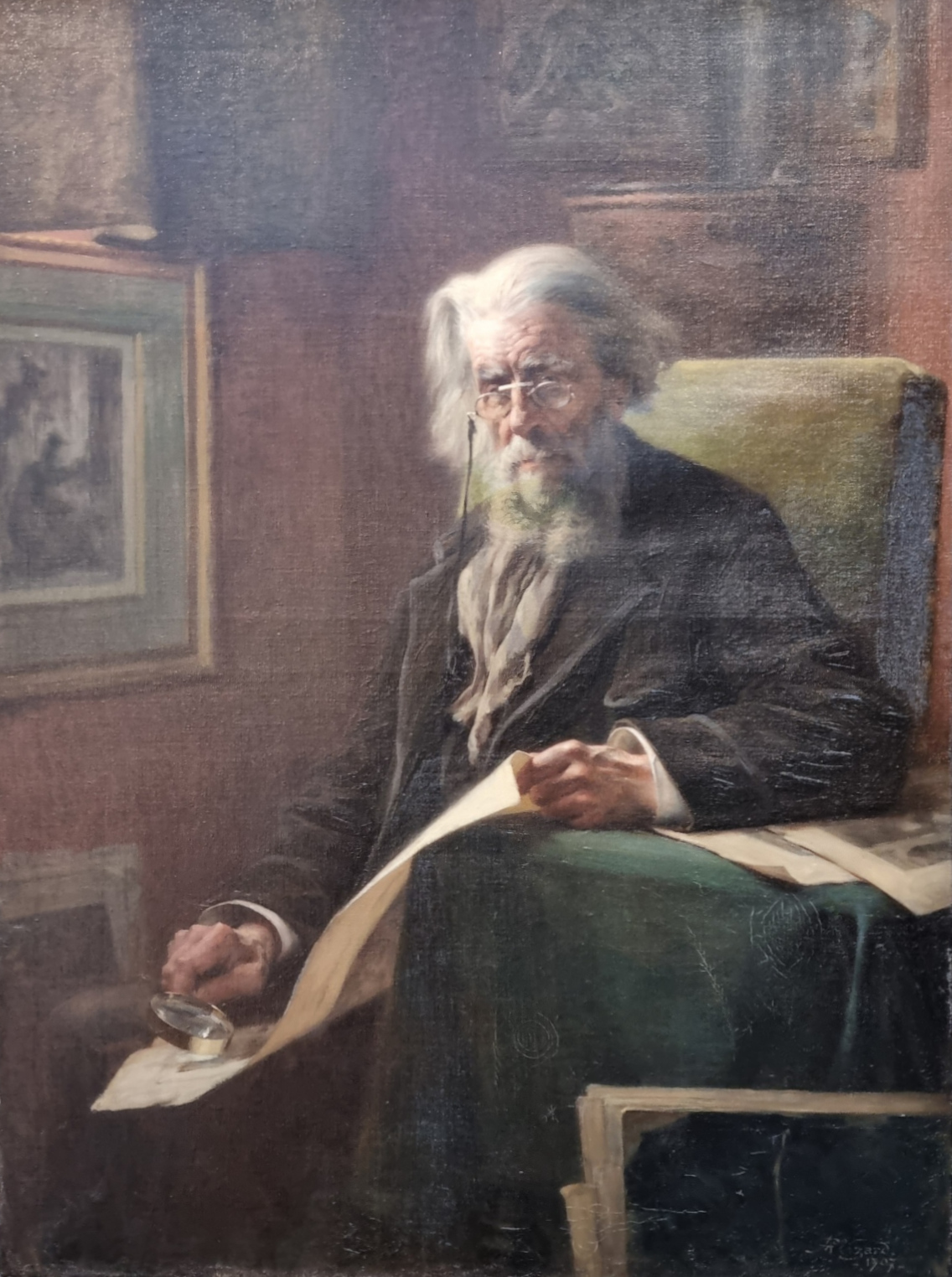
L'Amateur d'estampes, huile sur toile, 1907.

- Dans le passé, 1902, huile sur toile, musée des beaux-arts de Morlaix.
- L'Amateur d'estampes (représentant son père, Antoine Julien Alizard), 1907, huile sur toile, Musée d'Art et d'Histoire de Langres.